# Dicranomyia (Dicranomyia) clavigera
Dicranomyia (Dicranomyia) clavigera is een tweevleugelige uit de familie steltmuggen (Limoniidae). De soort komt voor in het Neotropisch gebied.